# Roman Rygl
Roman Rygl (* 18. února 1975 Praha) je český ragbista, člen výkonného výboru České ragbyové unie a společník ve společnosti TiV, spol. s.r.o. podnikající v oblasti financí a krizového řízení.

## Sportovní kariéra
S ragby začínal v nejvyšší české soutěži už v roce 1992 v klubu RC Tatra Smíchov. Celou svou sportovní kariéru je tomuto klubu věrný, za Tatru nastupuje k soutěžním zápasům i na počátku sezony 2016/2017. Za svou kariéru stihl odehrát přes 200 soutěžních utkání. Jako prvnímu hráči v české lize se mu povedlo překonat hranici 200 pětek v extralize. Celkem jich za svou kariéru stihl přes 250. S Tatrou Smíchov získal také 6 extraligových mistrovských titulů (v letech 1995, 1997, 2003, 2007, 2008 a 2013).

## Reprezentační kariéra
Mezi lety 1996 a 2003 reprezentoval Rygl Českou republiku ve více než 20 mezistátních utkáních v ragby. K tomu mezi lety 1996 až 2005 přidal několik dalších startů za Českou republiku v sedmičkovém rugby.

## Funkcionářská kariéra
Na rozvoji a popularizaci ragby v České republice se podílí také na funkcionářské úrovni vedle Pavla Teličky, bývalého eurokomisaře Evropské unie. Od roku 2006 do roku 2010 působil jako viceprezident České ragbyové unie. Dne 16. října 2016 byl zvolen členem výkonného výboru této unie, např. společně s Ing. Dušanem Palcrem, místopředsedou představenstva J&T Finance Group.
Od roku 2006 je také prezidentem svého mateřského klubu RC Tatra Smíchov.

## Další aktivity
Jako spoluzakladatel projektu „Sport bez předsudků“ se podílí na popularizaci sportu a především ragby mezi dětmi a mládeží. V minulosti byla tváří projektu nejedna známá osobnost, například zpěvačka Lucie Vondráčková, či olympijská vítězka v běhu na lyžích Kateřina Neumannová. Mezi jejich klienty patří například i Fotbalová asociace České republiky.

## Podnikání
V roce 1999 založil společnost TiV, spol. s r.o., která se zabývá prevencí vzniku pohledávek, likvidacemi, konkurzními řízeními a především správou portfolií pohledávek obchodních center. Dlouhodobě spravuje portfolio pohledávek například pro Ahold Česká republika. Také spolupracuje s dalšími významnými subjekty jako jsou IKEA, Europark Shopping Center, nebo obchodními centry Olympia v Plzni a Olomouci.
Kromě toho se podílí také na řízení dalších společností podnikajících v oboru správy pohledávek a finančního poradenství, jako jsou MR Consulting, s.r.o., SBP-Zaviko International, s.r.o. nebo 2R Holding, s.r.o.  Své aktivity rozšířil v roce 2016 do oblasti pivovarnictví, kdy se stal členem představenstva pivovarů Primátor, a.s a Rohozec, a.s.
V roce 2006 jej společnost Comenius zařadila do publikace „1000 Nej… České republiky“. 